# Røabanen
Røabanen, også kaldet Østeråsbanen, er en af de fire vestlige baner på T-banen i Oslo, der ligger mellem Majorstuen og Østerås. Mens Lijordet var endestation fra 1951 til 1972 blev den også kaldt for Lijordbanen.
Banen betjenes af T-banens linje 2, der går mellem Østerås og Ellingsrudåsen på den østlige Furusetbanen. Mandag-fredag betjenes Røabanen to gange hvert kvarter i dagtimerne, mens der om aftenen, i weekenden og i sommerferien køres en gang hvert kvarter.

## Historie
Begyndelsen til Røabanen var åbningen af Smestadbanen til Smestad 17. november 1912. Efterfølgende blev den forlænget til Røa 24. januar 1935, Grini i 1948, Lijordet i 1951 og til den nuværende endestation Østerås i 1972. Banen var oprindeligt elektrificeret med køreledning, men i 1995 blev den ombygget til såkaldt metrostandard med strømskinne, lange perroner og ingen overskæringer i niveau. Desuden blev der nedlagt en del stationer.
Der har været en række forslag om forlængelser. I Bærum kommunes områdeplan er banen foreslået forlænget til Hosle og videre til Gjønnes-Bekkestua.